# Gare de Oued Chouk
La gare de Oued Chouk est une gare ferroviaire algérienne située sur le territoire de la commune de Zaarouria, dans la wilaya de Souk Ahras.

## Situation ferroviaire
La gare est située dans la localité de Oued Chouk, à l'ouest de la commune de Zaarouria, sur la ligne d'Annaba à Djebel Onk. Elle est précédée de la gare des Tuileries et suivie de celle d'El Hamri.

## Service des voyageurs

### Desserte
La gare de Oued Chouk est desservie par les trains régionaux de la liaison Annaba - Tébessa.